# Maria Madalena de Martel Patrício
Maria Madalena Valdez Trigueiros de Martel Patrício (Lisboa, 19 de Abril de 1884 — Lisboa, 3 de Novembro de 1947) foi uma poetisa e escritora portuguesa. Autora de várias obras, em muitas delas assinou apenas como Maria Madalena (ou Maria Magdalena como era grafado à época), tendo começado em 1915 com um livro em língua francesa: Le Livre du Passé Mort. Foi a primeira mulher portuguesa a ser nomeada para o Prémio Nobel da Literatura pela primeira vez em 1934 por Bento Carqueja, membro da Academia das Ciências de Lisboa, sendo ainda a portuguesa a quem se conhece o maior um número de nomeações (14 até 1947), um valor só suplantado por António Correia d'Oliveira com 15 nomeações.

## Biografia
Madalena Martel Patrício nasceu Lisboa a 19 de Abril de 1884, no seio de uma família da aristocracia com raízes em Pombal. Foi 18.ª Senhora do Prazo de Flandes em Pombal e da Quinta da Francelha em Sacavém. Casou com Francisco Ribas Patrício (1869-1960), juiz de Direito e desembargador no Tribunal da Relação de Lisboa. 
Foi poetisa e escritora, sendo figura de relevo pela sua acção cultural e beneficente. Foi condecorada pela Santa Sé pelo seu trabalho beneficente. É possível encontrar o poema "Baile do Monte" publicado em 1922 no primeiro número da revista Contemporânea (1915-1926).
Publicou em 1915 o seu primeiro volume de poemas, escrito em francês, Le Livre du Passé Mort ao qual se sucederam mais 25 obras, muitas delas sob o pseudónimo de Maria Madalena. 
Maria Madalena foi nomeada para o Prémio Nobel da Literatura, pela primeira vez em 1934, tendo sido nomeada num total de 14 vezes ao longo dos 15 anos (1934, 1935 e de 1937 a 1947).
Em 1934, Maria Madalena foi a primeira mulher portuguesa a ser nomeada para o Nobel da Literatura, tendo sido antecedida em termos nacionais por João da Câmara (1901),  João Bonança (1907) e António Correia d'Oliveira (1933). De resto, Correia d'Oliveira é a pessoa portuguesa a quem se conhece um maior número de nomeações, tendo mais uma que Maria Madalena.
Faleceu em 3 de Novembro de 1947. O seu nome figura na toponímia da cidade de Pombal.

## Obras publicadas
Algumas das obras de Maria Madalena de Martel Patrício:
- Le Livre du Passé Mort (1915, Porto, Officinas da Empreza Lit. e Typographica, como Maria Magdalena)
- Impressões de Arte e de Tristeza (1915, Porto, Off. da Emp. Lit. e Typographica, como Maria Magdalena)
- Sombras na Estrada (1920, Porto, Emp. Lit. e Typographica, como Maria Magdalena)
- Poemas da Côr e do Silêncio (1922, Coimbra, Coimbra Editora,como Maria Magdalena)[3]
- Os Sete Demónios (1926, Lisboa, Empresa Literária Fluminense, como Maria Magdalena)
- Princesses du Portugal : souveraines de Flandres, 1430-1930 (1930)
- Sagradas pedras (1930, Lisboa, Parceria António Maria Pereira)
- L'Esprit des Siécles (1931)
- Quando Eu Era Pequenina... (1935)
- Rosário da Vida (1935)
- Le Livre du Passé Mort (1935, 2.ª ed., Lisboa, Escola Tipogr. das Of. de São José)
- O Espírito Medieval (1937)
- Le Rosaire de la Vie (1938)
- A nossa Amiga Lisboa (1944, Lisboa, Império)

## Homenagens
[carece de fontes?]